# Lech Dubel
Lech Dubel (ur. 1948) – polski prawnik, profesor nauk prawnych, nauczyciel akademicki, związany z Uniwersytetem Marii Curie-Skłodowskiej w Lublinie.

## Życiorys
Absolwent I Liceum Ogólnokształcącego im. Stanisława Staszica w Lublinie, a następnie Wydziału Prawa i Administracji UMCS w Lublinie (1970). 
Doktorat w zakresie nauk prawnych obronił w 1976, z zakresu teorii państwa i prawa (promotor: prof. dr hab. Grzegorz Leopold Seidler). Habilitował się w 1989, w zakresie historii doktryn politycznych i prawnych oraz nauk politycznych. Tytuł profesora uzyskał w 2011.
W latach 1998–2018 pełnił funkcję Kierownika Katedry Doktryn Politycznych i Prawnych UMCS w Lublinie.
Był promotorem 6 prac doktorskich. Uczestniczy w przewodach doktorskich, habilitacyjnych i postępowaniu o tytuł profesora jako recenzent.
Jest autorem licznych podręczników z zakresu historii doktryn politycznych i prawnych oraz nauk o państwie i polityce.
Członek Lubelskiego Towarzystwa Naukowego, Polskiego Towarzystwa Myśli Politycznej, Komisji Prawniczej Lubelskiego Oddziału PAN. Odznaczony m.in. Medalem Komisji Edukacji Narodowej. W 2018 został uhonorowany Medalem 700-lecia Lublina.